# اما فولیس
اما فولیس (انگلیسی: Emma Follis؛ زادهٔ ۶ ژانویهٔ ۱۹۹۲) بازیکن فوتبال اهل بریتانیا است.
از باشگاه‌هایی که در آن بازی کرده‌است می‌توان به باشگاه فوتبال استون ویلا اشاره کرد.
وی همچنین در تیم‌های ملی فوتبال England women's national under-19 football team و England women's national under-23 football team بازی کرده‌است.